# NGC 4186
NGC 4186 (NGC 4192B) je spiralna galaktika u zviježđu Berenikinoj kosi. Naknadno je utvrđeno da je NGC 4192B ista galaktika.

## Vanjske poveznice
- (eng.) SEDS: NGC 4186
- (eng.) Revidirani Novi opći katalog
- (eng.) Izvangalaktička baza podataka NASA-e i IPAC-a
- (eng.) Astronomska baza podataka SIMBAD
- (eng.) VizieR